# Ґолембово
Ґолембово (пол. Gołębowo, нім. Geisenheim) — село в Польщі, у гміні Оборники Оборницького повіту Великопольського воєводства.
Населення — 116 осіб (2011).
У 1975-1998 роках село належало до Познанського воєводства.

## Демографія
Демографічна структура станом на 31 березня 2011 року:
|          | Загалом | Допрацездатний вік | Працездатний вік | Постпрацездатний вік |
| -------- | ------- | ------------------ | ---------------- | -------------------- |
| Чоловіки | 63      | 15                 | 46               | 2                    |
| Жінки    | 53      | 9                  | 34               | 10                   |
| Разом    | 116     | 24                 | 80               | 12                   |